# エドゥアルド・オルドニェス
エドゥアルド・オルドニェス・ムンギラ（Eduardo Ordóñez Munguira、1910年10月13日 - 1969年3月6日）は、プエルトリコ・サンフアン出身の元サッカー選手、サッカー指導者。ポジションはミッドフィールダーだった。また、バリトンを担当する歌手としてスペインのオペラにも何度か出演した。
アトレティコ・マドリードの選手として150試合に出場し、地域選手権では48試合、ラ・リーガでは71試合、コパ・デル・レイでは27試合に、通算8ゴールを記録した。

## 経歴
1927年、19歳だったオルドニェスはアトレティコ・マドリードでプロデビューを果たし、スペインリーグでプレーした最初のプエルトリコ人となった。アトレティコに3シーズン在籍した後、レアル・マドリードへと移籍した。これにより、アトレティコ・マドリードからレアル・マドリードへ移籍した史上初の選手になった。しかし、レアル・マドリードでのプレーはわずか1年で終わり、再びアトレティコ・マドリードに復帰。1935年に現役を引退した。1959年には、プエルトリコ代表の代表監督に就任し、1年間だけ率いた。
1969年3月6日、自身が生まれた街であるプエルトリコのサンフアンで死去。享年60歳。

## タイトル

### クラブ
レアル・マドリード
- ラ・リーガ : 1回 (1932-33)